# Ayu Nakada
Ayu Nakada (仲田 歩夢, Nakada Ayu) est une footballeuse japonaise née le 15 août 1993. Elle a participé à la Coupe du monde féminine de football des moins de 17 ans 2010 et à la Coupe du monde féminine de football des moins de 20 ans 2012,, remportant respectivement l'argent, et le bronze.

## Carrière
Influencée par son père entraîneur de football, elle débute le football à l'âge de six ans. À l'école primaire, elle entre dans le club le fort de sa préfecture, le Fortuna SC.
Au collège, elle concours pour le Japon au niveau U-15.
Au niveau U-17, elle et son équipe mène le Japon à la deuxième place du podium lors de la Coupe du monde féminine U-17, qui s'est tenue à Trinidad à Tobago en 2010.
Au printemps 2012, à l'âge de 18 ans, elle rejoint l'INAC Kobe Leonessa.
Elle est membre de l'équipe japonaise remportant la médaille de bronze lors de la Coupe du Monde Féminine U-20 de la FIFA 2012.